# Chromalizus afroides
Chromalizus afroides là một loài bọ cánh cứng trong họ Cerambycidae.